# Episodi di DanMachi

Logo italiano della serie

Questa è la lista degli episodi dell'anime DanMachi, adattamento dell'omonima serie di light novel scritta da Fujino Ōmori e illustrata da Suzuhito Yasuda.
La prima stagione, prodotta da J.C.Staff e diretta da Yoshiki Yamakawa, è andata in onda dal 3 aprile al 26 giugno 2015. Le sigle di apertura e chiusura sono rispettivamente Hey World di Yuka Iguchi e Right Light Rise di Kanon Wakeshima. In Italia gli episodi sono stati trasmessi da Yamato Video prima in streaming in simulcast su YouTube e poi in TV su Man-ga, mentre in altre parti del mondo i diritti sono stati acquistati da Crunchyroll. In America del Nord, invece, la serie è stata concessa in licenza a Sentai Filmworks. Un episodio OAV è stato pubblicato il 7 dicembre 2016. Il 5 agosto 2021 Yamato Video annunciò che la serie avrebbe goduto di un doppiaggio in italiano. Quest'ultimo è stato poi pubblicato sul canale Anime Generation di Prime Video il 28 dicembre 2021.
Una seconda stagione è stata annunciata il 18 febbraio 2018 durante l'evento GA Bunko 2018 Happyō Stage al Wonder Festival. Quest'ultima è stata trasmessa dal 13 luglio al 28 settembre 2019 per un totale di dodici episodi, dove Hideki Tachibana sostituisce Yoshiki Yamakawa alla regia, mentre i restanti membri del cast tornano a ricoprire il medesimo ruolo. Le sigle d'apertura e di chiusura sono rispettivamente HELLO to DREAM di Yuka Iguchi e Sayakana Shukusai delle sora tob sakana. La trasmissione è stata preceduta dall'episodio 0, pubblicato sul canale ufficiale giapponese di YouTube di Warner Bros. il 6 luglio 2019, il quale funge da riassunto agli eventi della prima stagione. In Italia e in Nord America i diritti sono stati riconfermati rispettivamente da Yamato Video e Sentai Filmworks. La seconda stagione è stata pubblicata doppiata in italiano dal 12 marzo al 16 aprile 2022 sempre su Prime Video.
Una terza stagione ed un episodio OAV sono stati annunciati entrambi il 27 settembre 2019; la nuova serie doveva andare in onda nel corso dell'estate 2020 mentre l'episodio OAV è stato pubblicato il 29 gennaio dello stesso anno. A fine maggio 2020 venne comunicato che la terza stagione sarebbe stata rimandata da luglio ad ottobre dello stesso anno. A settembre 2020 fue reso noto che la terza stagione sarebbe andata in onda dal 2 ottobre successivo fino alla sua conclusione avvenuta il 18 dicembre per un totale di dodici episodi. La sigla d'apertura è Over and Over di Yuka Iguchi mentre quella di chiusura è Evergreen ed è interpretata dalle sajou no hana. In Italia i diritti sono stati riconfermati da Yamato Video. Il secondo OAV è stato distribuito da Yamato Video in edizione doppiata sul canale Anime Generation di Prime Video il 23 aprile 2022. Un ulteriore OAV è uscito in Giappone il 28 aprile 2021. La terza stagione è stata pubblicata doppiata in italiano su Prime Video dal 30 aprile al 4 giugno 2022. L'OAV è stato pubblicato doppiato in italiano su Prime Video il 14 febbraio 2023.
Una quarta stagione è stata annunciata durante l'evento GA Fes 2021, ovvero il 15º anniversario dell'etichetta GA Bunko di SoftBank, ed è stata programmata per l'estate 2022. Lo staff principale delle stagioni precedenti è tornato a ricoprire i medesimi ruoli. Fujino Ōmori, l'autrice originale dei romanzi, supervisiona la sceneggiatura insieme a Hideki Shirane. La quarta stagione, composta da 22 episodi, è divisa in due parti; la prima è andata in onda dal 23 luglio al 1º ottobre 2022 mentre la seconda dal 5 gennaio al 16 marzo 2023. Le sigle della prima parte sono rispettivamente Tentō (天灯?) delle sajou no hana (apertura) e Guide di Saori Hayami (chiusura). Le sigle della seconda parte invece sono Shikō (視紅?) di Saori Hayami (apertura) e Kirikizu (切り傷?) delle sajou no hana (chiusura). La trasmissione è stata preceduta dall'episodio 0, andato in onda l'8 luglio 2022, il quale funge da riassunto agli eventi delle prime tre stagioni e mostra anche un'anteprima della quarta. In Italia i diritti sono stati riconfermati da Yamato Video che pubblica la serie in versione sottotitolata sul canale Anime Generation di Prime Video a partire dal 21 luglio 2022. La versione doppiata della quarta stagione è stata pubblicata sempre su Anime Generation dal 3 marzo al 24 maggio 2023.
Una quinta stagione è stata annunciata durante un evento che celebra il decimo anniversario delle light novel originali tenutosi il 4 novembre 2023. È stata trasmessa dal 4 ottobre 2024 al 5 marzo 2025. Le sigle sono rispettivamente Shōnen (少年?) dei Gre4n Boyz (apertura) e Hydrate (ハイドレート?, Haidorēto) delle sajou no hana.

## Lista episodi

### Seconda stagione
| Nº serie | Nº  | Titolo italiano Giapponese 「Kanji」 - Rōmaji - Traduzione letterale | In onda           | In onda        |
| Nº serie | Nº  | Titolo italiano Giapponese 「Kanji」 - Rōmaji - Traduzione letterale | Giapponese        | Italiano       |
| -        | 0   | 「過去と未来」 - Kako to mirai – "Passato e futuro" | 6 luglio 2019     | -              |
| -        | 0   | Episodio riassuntivo degli eventi della prima stagione. |                   |                |
| 14       | 1   | Banchetto degli dei (Party) 「神の宴」 - Kami no utage (Pātī) | 13 luglio 2019    | 12 marzo 2022  |
| 14       | 1   | Festeggiando all'osteria dopo una giornata di dungeon crawling, Bell e il suo party, a cui si è aggiunta Mikoto, si scontrano con la Famiglia Apollo, venendo però sconfitti. Il giorno dopo Bell ed Estia vengono invitati a una festa organizzata da Apollo, Estia crede che ci sia sotto qualcosa, ma si reca comunque all'evento, seppure con riluttanza. Mentre si trova lì, Ermes aiuta Bell a ballare con Aiz. Dopodiché, Apollo sfrutta l'occasione per affrontare Bell ed Estia, sostenendo che hanno attaccato intenzionalmente la sua Famiglia e, per rappresaglia, li sfida a un War Game, dove viene messo in palio Bell, che in caso di sconfitta dovrà entrare nella sua Famiglia. |                   |                |
| 15       | 2   | Dio del Sole Apollo (Apollo) 「太陽神」 - Taiyō-shin (Aporon) | 20 luglio 2019    | 12 marzo 2022  |
| 15       | 2   | Estia rifiuta la proposta del War Game, poi lei e Bell lasciano la festa. Il giorno successivo, la loro casa viene circondata e completamente distrutta dalla Famiglia Apollo, costringendoli alla fuga. Cercano di raggiungere il quartier generale della gilda, ma vengono costantemente bloccati. Welf, Lili e la Famiglia Takemikazuchi arrivano sulla scena per cercare di aiutarli. Durante il combattimento, Lili si confronta con Zanis Lustra, il capitano della Famiglia Soma, ed è costretta a tornare con loro per far cessare il combattimento. Rendendosi conto che non hanno via d'uscita, Estia e Bell si dirigono direttamente alla villa di Apollo per accettare la sua sfida. Bell si reca così da Aiz per chiederle di allenarlo, la ragazza accetta ed assieme a Tiona lo aiutano nell'addestramento fino al giorno dei giochi, mentre Estia escogita un piano per salvare Lili. |                   |                |
| 16       | 3   | Adunata (Conversione) 「集結」 - Shūketsu (Konbājon) | 27 luglio 2019    | 19 marzo 2022  |
| 16       | 3   | Lili viene rinchiusa nella cella di Soma da Zanis, che dopo aver scoperto la sua magia di trasformazione, vuole sfruttarla per fare soldi; Zanis decide quindi di tenerla rinchiusa fino a quando la ragazza non accetta di servirlo. In una discussione tra gli dei per determinare il War Game, viene dichiarato che se Apollo vincerà, avrà Bell, e se invece sarà Estia la vincitrice, gli darà tutto ciò che desidera. Un pareggio decide che la battaglia sarà un assedio al castello, con la Famiglia Estia dalla parte offensiva, e in parte grazie al volere di Freya, Apollo consente ad Estia di avere un aiutante, purché provengano da una Famiglia fuori città. Bell continua a trascorrere i successivi giorni ad allenarsi insieme ad Aiz e Tiona. Estia e il suo gruppo assaltano la Famiglia Soma nel tentativo di salvare Lili. Libera, grazie a una delle guardie, Lili supplica direttamente Soma di fermare i combattimenti. Dopo essere stata in grado di resistere al suo vino divino, lui accetta, facendo cessare le battaglie e fermando Zanis. Poco dopo la libera dalla sua Famiglia, permettendole di unirsi a quella di Estia. Welf e Mikoto chiedono anche ai loro rispettivi dei di essere liberati in modo da poter assistere Bell nel War Game come parte della Famiglia Estia. Alla fine Ryu accetta di essere la loro aiutante durante la competizione. |                   |                |
| 17       | 4   | Gioco di Guerra (War Game) 「戦争遊戯」 - Sensō Yūgi (Wō Gēmu) | 3 agosto 2019     | 19 marzo 2022  |
| 17       | 4   | Dopo aver ultimato i preparativi, inizia il War Game. La Famiglia Estia deve conquistare il quartier generale della Famiglia Apollo, composta da 100 uomini. Tutti gli dei e le dee guardano la sfida dalla loro sala, mentre il potere di Ermes la trasmette a tutti in città. Grazie a Lili che si è intrufolata con la sua magia di trasformazione, diffondendo false notizie tra la Famiglia nemica, la magia di Ryu e Mikoto che tiene a bada la maggior parte dei nemici esterni e le spade magiche di Welf che distruggono la maggior parte del castello, Bell è in grado di affrontare direttamente il capitano, Hyakinthos Cilo. Sfruttando l'addestramento che ha ricevuto da Aiz, così come l'aiuto di un portafortuna ricevuto da Syr, Bell riesce a sconfiggerlo, vincendo il War Game. In risposta a ciò, Estia rivendica per sé tutti i beni di Apollo, lo costringe a sciogliere la sua Famiglia e lo esilia da Orario. |                   |                |
| 18       | 5   | Il palazzo focolare (Casa) 「竈火の館」 - Kamadobi no yakata (Hōmu) | 10 agosto 2019    | 26 marzo 2022  |
| 18       | 5   | Dopo aver vinto il War Game, la Famiglia Estia si trasferisce nell'ex dimora di Apollo e la ristruttura secondo le proprie esigenze, spendendo tutti i soldi che hanno preso da Apollo. Con tutta la loro attuale fama e successo, Estia decide di iniziare ad assumere nuovi membri, portando così gli avventurieri di tutto il paese a presentarsi per unirsi a loro. Ciò gli si ritorce contro quando Mikoto si imbatte accidentalmente nel vecchio debito di 200 milioni di Estia con Efesto per l'Estia Knife, spaventando tutti gli attuali membri. Bell rimane sconvolto dalla notizia, in quanto ancora ignaro dell'effettivo costo dell'oggetto. Estia si scusa per averlo tenuto segreto e la Famiglia si impegna ad aiutarla a saldare il debito. Durante la notte, Chigusa arriva alla villa portando cattive notizie per Mikoto. |                   |                |
| 19       | 6   | Città lussuriosa (Famiglia Ishtar) 「淫都」 - Injato (Ishutaru Famiria) | 17 agosto 2019    | 26 marzo 2022  |
| 19       | 6   | Bell, Lili e Welf seguono Mikoto fino al distretto del piacere di Orario, sotto il controllo della Famiglia Ishtar. Mentre Lili e Welf decidono di aiutare Mikoto e Chigusa a cercare una loro vecchia amica, Bell viene separato e preso di mira da alcune delle ragazze della Famiglia Ishtar. Riesce a fuggire e si nasconde nella stanza di Haruhime, una ragazza volpe-umana. Trascorrendo il resto della notte insieme, entrambi rallegrano il loro amore per le fiabe classiche e le storie sugli eroi, anche se Haruhime si sente indegna di essere una delle damigelle perché è una prostituta. La mattina seguente, aiuta Bell a tornare a casa, e Bell si chiede se ci sia qualcosa che possa fare per aiutarla. Nel frattempo, la dea Ishtar apprende da Ermes, che ha incontrato Bell quella notte, che Freya lo tiene d'occhio e intende usarlo contro di lei. |                   |                |
| 20       | 7   | Donna volpe (Renard) 「狐人」 - Kitsunejin (Runāru) | 24 agosto 2019    | 2 aprile 2022  |
| 20       | 7   | Tornato a casa, Bell scopre che l'amica scomparsa di Mikoto non è altri che Haruhime, così lui e il resto della Famiglia cercano di trovare un modo per aiutarla. Non volendo rischiare un'altra guerra tra le Famiglie, il gruppo decide di cercare di risparmiare abbastanza denaro per poterle comprare la libertà. Ermes, dopo aver appreso di ciò, fa sapere a Bell e Mikoto che stava consegnando una "Pietra Mortale" a Ishtar, sperando di aiutarli nella loro impresa. Tuttavia, mentre Bell e gli altri si stanno avventurando per il dungeon, Ishitar manda la sua Famiglia a tendergli un'imboscata. |                   |                |
| 21       | 8   | Pietra Mortale (Sogno effimero) 「殺生石」 - Sesshōseki (Uta katano yume) | 31 agosto 2019    | 2 aprile 2022  |
| 21       | 8   | Bell e Mikoto vengono messi al tappeto da Aisha potenziata grazie ad una magia e portati al castello. Bell si risveglia all'interno della prigione di Phryne, che ha intenzione di divorarlo. Haruhime dà a Mikoto le chiavi della cella e aiuta Bell a fuggire appena in tempo. In questo lasso di tempo, Bell, Mikoto e il resto della Famiglia Estia scoprono che Ishtar ha intenzione di usare la Pietra Mortale per sigillare l'anima di Haruhime e utilizzare il suo potere di aumento di livello in modo che possano abbattere Freya. Aisha si riprende Haruhime e schernisce Bell e Mikoto per non aver fatto di più per aiutarla; i due alla fine sono costretti a correre e fuggire. |                   |                |
| 22       | 9   | Prostituita combattente (Berbera) 「戦闘娼婦」 - Sentō shōfu (Bābera) | 7 settembre 2019  | 9 aprile 2022  |
| 22       | 9   | Le Famiglie Estia e Takemikazuchi cercano di entrare nel distretto del piacere, mentre la Famiglia Ishtar ha intenzione di dare inizio al rituale. Bell e Mikoto decidono di rischiare il tutto e per tutto e andare a salvare Haruhime; Bell attacca il castello per distrarre le nemiche mentre Mikoto va a cercare Haruhime. Bell incontra Ishtar, che gli racconta del suo piano per fermare Freya. La donna cerca poi di incantarlo, ma si rende presto conto che il ragazzo è immune ai suoi effetti, scoprendo la sua abilità "Realis Phrase". Nel frattempo, la Famiglia Freya fa la guardia fuori dalla città. Mikoto affronta Samira prima che avvenga il rituale, usando la sua magia per eliminare molti dei membri nemici, e quando cerca di salvare la sua amica viene ferita ad una spalla e cade giù dal castello. A questo punto arriva Bell che salva Haruhime da morte certa e distrugge la Pietra Mortale. |                   |                |
| 23       | 10  | Desiderio eroico (Argonauta) 「英雄切望」 - Eiyū setsubō (Arugonouto) | 14 settembre 2019 | 9 aprile 2022  |
| 23       | 10  | Ishtar scopre che il distretto del piacere è sotto attacco dalla Famiglia Freya, dove la stessa Freya è presente in prima linea. Nonostante le proteste iniziali di Haruhime, Bell riesce a farle capire che a un eroe non importa se lei sia o meno una prostituta e che l'avrebbe protetta in ogni caso, così la fanciulla gli chiede il suo aiuto. Potenziato con la sua magia, Bell affronta Phryne, che cade tra le macerie del castello. Prima che possa salvare Haruhime, Aisha si intromette e lo costringe a combattere con lei. Nel frattempo, Ottar guarisce le ferie di Mikoto, mentre Estia e la Famiglia Takemikazuchi si fanno strada attraverso il castello per cercare Bell. Ottar fa fuori Phryne, mentre Freya mette all'angolo Ishtar che stava fuggendo. Ermes osserva il corso degli eventi descrivendo ancora una volta che Bell come il più grande degli eroi di tutti i tempi. Usando la sua abilità di Argonauta, Bell riesce ad avere la meglio e sconfigge Aisha. Senza un posto dove rifugiarsi, Ishtar racconta a Freya del segreto di Bell, sostenendo che ciò glielo faceva desiderare ancora di più di averlo tutto per sé. Freya dà poi uno schiaffo a Ishtar, facendola cadere dalla torre, uccidendola e rimandandola di conseguenza in cielo. Bell si accorge di Freya e questa in lontananza dice qualcosa che però lui non può udire, poi lei se ne va. Haruhime si sveglia e ringrazia Bell per averla salvata, mentre il resto delle due Famiglie li raggiunge. |                   |                |
| 24       | 11  | Avanzata (Rakia) 「進軍」 - Shingun (Rakia) | 21 settembre 2019 | 16 aprile 2022 |
| 24       | 11  | Gli eserciti di Rakia e il resto della Famiglia Ares provano ad attaccare Orario, ma non possono competere con gli avventurieri che fanno la guardia, in particolare con la Famiglia Loki. Ermes racconta a Bell delle "Tre grandi missioni" assegnate agli eroi che il mondo attende, e di queste imprese ne è rimasta una, l'uccisione del Drago Nero, che aveva già sconfitto la potenza combinata delle Famiglie Zeus e di Era. Dice che colui che compirà questa missione diverrà un vero eroe. Anche Haruhime viene accolta nella Famiglia Estia, tuttavia la sua vicinanza a Bell scaturisce la gelosia di Estia e questa inizia a porre alcuni limiti. Dopo che Bell ha rifiutato una confessione mascherata di Estia, questa scappa via furiosa, portando così il ragazzo a inseguirla. Durante questa occasione ha una conversazione con Miach e Takemikazuchi per cercare di capire come dovrebbe gestire i loro rispettivi sentimenti. Nel frattempo, Ares, nel tentativo di ottenere un certo vantaggio nella battaglia, si intrufola ad Orario per rapire un dio; si imbatte inavvertitamente in Estia e la porta via rapidamente. Aiz, seguita da Bell e Asfi, lo inseguono per salvarla. Durante il combattimento, Bell ed Estia vengono scaraventati giù da un dirupo, portando Aiz a saltare giù a sua volta per seguirli. |                   |                |
| 25       | 12  | La dea e la famiglia (Canzone d'amore) 「女神と眷族」 - Megami to kenzoku (Ai nōta) | 28 settembre 2019 | 16 aprile 2022 |
| 25       | 12  | Bell, Estia e Aiz si rifugiano in un villaggio vicino, dove Estia deve ancora riprendersi. Qui vengono accolti dal sindaco, che rivela di essere stato un avventuriero innamorato di una dea che aveva giurato di proteggere, che però morì salvandolo. A questo punto Bell e Aiz decidono di dare una mano ai cittadini nella preparazione per un imminente festival del raccolto, dove scoprono che la città è protetta dalle scaglie del Drago Nero che respingono gli altri mostri; però Aiz si mostra frustrata alla vista di queste ultime. Calata la sera inizia il festival ed Estia chiede a Bell la sua mano per il ballo, e più tardi scoprono che il sindaco sta per morire. Tutti si riuniscono dal sindaco ed Estia usa i suoi poteri per permettergli di vedere la sua dea, Brigid, un'ultima volta, dopodiché l'uomo passa a miglior vita. Dopo avergli reso omaggio, Estia ribadisce a Bell che ci sarà sempre per lui, anche in un'altra vita. Successivamente, Bell, Estia e Aiz si riuniscono con Asfi e tornano ad Orario. Nel frattempo, una misteriosa ragazza mostro si risveglia all'interno del dungeon. |                   |                |
| -        | OAV | È sbagliato cercare erbe medicinali su un'isola deserta? 「無人島でハーブを探しに行くのは間違っていますか」 - Mujintō de hābu o sagashi ni iku no wa machigatte imasu ka? | 29 gennaio 2020   | 23 aprile 2022 |
| -        | OAV | Miach invia la Famiglia Estia e Ryu in una missione per recuperare alcune erbe medicinali sull'"Isola deserta Amicizia", che viene vista da quest'ultimi come una vacanza. Estia, Lili e Haruhime litigano su chi dovrebbe passare del tempo accanto a Bell e scelgono di deciderlo con una gara di costumi da bagno. Le ragazze mettono in mostra i loro costumi, facendo agitare Bell, e quando gli viene chiesto di scegliere la vincitrice, rimangono sorprese dall'apparizione di Aiz, a cui spunta un fungo dalla sua testa. Agendo in modo insolitamente allegro, gli altri immaginano che soffra di amnesia e per aiutarla dovranno trovare il leggendario "Crisantemo Ognicosa" nascosto al centro dell'isola, che può soddisfare i desideri più profondi del possessore. Mentre alcuni vanno a cercarlo, Estia fa crede ad Aiz che è sempre stata innamorata di Welf, ciò fa scappare Bell traumatizzato e questi cade da una scogliera perdendo i sensi. Ryu sembra trovare il "Crisantemo Ognicosa" nel mezzo di un lago, ma quando va a recuperarlo, si mette a gridare. Mikoto e Welf vanno a cercarla ciascuno per conto suo, questa volta trovando il fiore rispettivamente in una sorgente termale e in una fucina sul lago. I tre tornano indietro, facendo germogliare i loro funghi sulla loro testa, ed iniziano a comportarsi in maniera strana come Aiz. Estia, Lili e Haruhime cercano di salvarli, ma diventano a loro volta delle vittime. Bell si sveglia e trova tutti i suoi compagni bloccati nella stessa trance ipnotica. Alla fine svengono, i funghi cadono dalle loro teste e si trasformano in versioni chibi dei loro ospiti che chiedono a Bell di essere portati ad Orario e questi accetta. Improvvisamente, molti altri personaggi, tra cui Finn, Bete, Aisha, persino Apollo e Ares, sembrano cercare di combattere i funghi, quando un vulcano emerge dal nulla, distruggendo l'isola. Alla fine si scopre che è stato tutto un sogno di Cassandra, che cerca inutilmente di avvertire Dafne e Miach, scoprendo da Naza che erano già partiti per l'isola diversi giorni prima e che sarebbero tornati a breve. Bell arriva nel negozio, facendo germogliare un fungo sulla sua testa, scioccando Cassandra. |                   |                |

### Quarta stagione
| Nº serie                   | Nº | Titolo italiano Giapponese 「Kanji」 - Rōmaji - Traduzione letterale | In onda           | In onda        |
| Nº serie                   | Nº | Titolo italiano Giapponese 「Kanji」 - Rōmaji - Traduzione letterale | Giapponese        | Italiano       |
| Prima parte (11 episodi)   |    | |                   |                |
| -                          | 0  | 「回顧」 - Pureibakku (Kaiko) – "Play Back (Retrospettiva)" | 9 luglio 2022     | -              |
| -                          | 0  | Episodio riassuntivo delle prime tre stagioni e con un'anteprima della quarta. |                   |                |
| 38                         | 1  | Prelude (La notte prima della partenza) 「出発前夜」 - Pureryūdo (Shuppatsu zenya) | 23 luglio 2022    | 3 marzo 2023   |
| 38                         | 1  | Dopo essersi ripreso dalla sua lotta con Asterio, Bell apprende da Estia di aver raggiunto il livello 4 e viene avvertito da Fels che la vera pace tra Orario e gli Xenos può essere raggiunta solo dopo che qualcuno ha conquistato il livello più inferiore del dungeon. La Famiglia Estia riceve il suo primo incarico obbligatorio dalla Gilda, che prevede l'esplorazione dei livelli inferiori, una prima volta per Bell e gli altri. Estia decide di formare una squadra di spedizione, invitando i membri delle Famiglie Miach e Takemikazuchi ad aiutare con il compito. Anche Aisha si offre volontaria per unirsi alla spedizione e aiuta con l'addestramento magico di Haruhime, mentre Liliruca, che è uno dei membri più deboli, accetta il suggerimento di Dafne di agire come stratega per la squadra, lasciando il combattimento agli altri e Welf crea nuove attrezzature per tutto il party. Dopo aver terminato i preparativi, Bell e il team di spedizione iniziano il loro viaggio verso i livelli inferiori, ignorando il suggerimento di Cassandra di posticipare la partenza dopo aver fatto un sogno inquietante. |                   |                |
| 39                         | 2  | Great Fall (La colossale cascata cerulea) 「巨蒼の滝」 - Kyo ao no taki (Gurēto Fōru) | 30 luglio 2022    | 3 marzo 2023   |
| 39                         | 2  | Bell e gli altri raggiungono l'ingresso dei livelli inferiori, dove si accampano. Nell'occasione, si riposano e controllano la loro attrezzatura. Il giorno successivo, entrano al 25º piano dove continuano a combattere mostri e raccogliere materiali finché non individuano un avventuriero ferito che viene attaccato da un enorme mostro simile a una pianta. Bell combatte il mostro, che risponde con una raffica di proiettili che il party evita con l'avvertimento dell'avventuriero ferito, ad eccezione di Chigusa, che viene colpita da un proiettile. Il mostro si ritira e alcuni rampicanti iniziano a crescere sia dalle ferite dell'avventuriero che da quelle di Chigusa, minacciando le loro vite e lasciando Cassandra sotto shock, poiché gli eventi finora accaduti sono tali e quali a quelli da lei sognati. |                   |                |
| 40                         | 3  | Parassitismo (Vischio) 「寄生」 - Yadorigi (Kisei) | 6 agosto 2022     | 3 marzo 2023   |
| 40                         | 3  | Incapace di estrarre i rampicanti da Luvis e Chigusa, il party scopre che il mostro è di tipo normale ed è chiamato "Moss Huge" che si è evoluto dopo aver mangiato le pietre magiche di altre creature e sta attaccando gli avventurieri per rubare quelle in loro possesso. Luvis invece aveva preso le loro pietre magiche come diversivo per permettere ai suoi compagni di fuggire, ignaro però il mostro li avesse catturati. Dopo aver compreso che l'unico modo per salvare i loro compagni è sconfiggere il mostro, Bell e gli altri cercano il Moss Huge ma cadono nella sua trappola quando il mostro usa il cadavere di uno degli amici di Luvis come esca. Il loro scontro si conclude con il Moss Huge che scappa e lancia Bell giù nelle cascate. Non potendo andare a cercare Bell nelle loro condizioni attuali, il party si ritira all'ingresso del labirinto per tendere una trappola al Moss Huge, mentre Bell, sopravvissuto alla caduta, incontra una sirena Xenos. |                   |                |
| 41                         | 4  | Sirena (La fanciulla della Capitale dell'acqua) 「水都の少女」 - Māmeido (Mizu to no shōjo) | 13 agosto 2022    | 3 marzo 2023   |
| 41                         | 4  | Bell scopre che la sirena è una Xenos chiamata Marie, amica degli altri Xenos che Bell aveva incontrato in passato. Nonostante gli avvertimenti di Marie, Bell la convince a guidarlo in modo che possa riunirsi agli altri e combattere il Moss Huge. Nel frattempo, il party di Bell cade in un'imboscata causata da una fuga precipitosa di mostri creata dal Moss Huge, perciò il party è costretto a combattere per la propria vita proteggendo gli altri avventurieri feriti, ma a corto di opzioni, decidono di giocare la loro carta vincente chiedendo ad Haruhime di lanciare il nuovo incantesimo "Kokonoe". |                   |                |
| 42                         | 5  | Argo Vesta (Fendente della sacra fiamma) 「聖火の英斬」 - Arugo Wesuta (Seika no eiki) | 20 agosto 2022    | 3 marzo 2023   |
| 42                         | 5  | Potenziato dall'incantesimo di Haruhime, il party di Bell combatte l'orda di mostri fino a quando non si rendono conto che l'obiettivo del Moss Huge era quello di assorbire le pietre magiche dei mostri che hanno sconfitto e perciò diventa molto più forte. Sopraffatti dal Moss Huge, gli altri avventurieri decidono di sacrificarsi per permettere a Liliruca e agli altri di scappare, ma lei si rifiuta. Bell si unisce a loro e combatte da solo contro il Moss Huge. Dopo essersi finalmente adattato alla sua ritrovata forza ai piani superiori, Bell combina il pugnale datogli da Estia con i suoi incantesimi Firebolt e Argonaut, creando la sua nuova mossa speciale chiamata "Argo Vesta", che usa per distruggere facilmente il mostro, dissipando i rampicanti dai feriti. Marie lo ringrazia per il suo aiuto e in seguito parte di nascosto mentre Bell festeggia con i suoi amici. |                   |                |
| 43                         | 6  | Rabbit Foot (Piè di bianconiglio) 「白兎の脚」 - Rabitto Futto (Hakuto no ashi) | 27 agosto 2022    | 3 marzo 2023   |
| 43                         | 6  | Gli dei tengono un "Denatus", un tradizionale incontro in cui decidono gli pseudonimi degli avventurieri. Estia rimane sconvolta dall'interesse che gli altri nutrono per Bell, il quale ottiene lo pseudonimo di "Rabbit Foot" (Piè di bianconiglio). Nel frattempo, Bell e gli altri riposano nella zona sicura di livello medio del dungeon. Al mattino Lili chiede a Bell se possono restare un po' da soli per parlare, ma le altre persone continuano a monopolizzare il ragazzo per tutta la giornata, ma alla fine i due riescono comunque a passare un po' di tempo insieme. La mattina seguente vengono a sapere che un commerciante è stato assassinato alla periferia della città e Ryu è la principale sospettata. |                   |                |
| 44                         | 7  | Cassandra Ilio (Sogno premonitore) 「予知夢」 - Kasandora Irion (Yochi yume) | 3 settembre 2022  | 3 marzo 2023   |
| 44                         | 7  | Cassandra ha un inquietante sogno premonitore. Nel frattempo Turk, un testimone oculare, identifica il colpevole dell'omicidio del commerciante che si rivela essere Ryu, una cameriera dell'osteria Padrona della Fertilità di Orario ed ex avventuriera della Famiglia Astrea nota come "Uragano". A questo punto viene formata una squadra per darle la caccia e Bell e il suo party decidono di unirsi a loro con l'intento di aiutare Ryu poiché dubitano che sia lei il vero assassino. Dal momento che nessuno crede alla lungimiranza di Cassandra, questa fa del suo meglio per tenere le persone che conosce al sicuro e fa in modo che Bell sia l'unico del gruppo a seguire una battuta di caccia al 27º piano. |                   |                |
| 45                         | 8  | Mirabilis (Tumulto) 「混迷」 - Mirabirisu (Konmei) | 10 settembre 2022 | 3 marzo 2023   |
| 45                         | 8  | Al 27º piano del dungeon Bell e il suo party, guidati da Bors, si imbattono in una serie di mostri minacciosi ma continuano la ricerca di Ryu nonostante le avversità. Liliruca condivide con Welf le informazioni che ha ottenuto riguardo Jean, la vittima dell'omicidio. La ragazza è riuscita a sentire i dettagli da Turk, il lupo mannaro, il quale ha deciso di andare ad esplorare il 25º piano andando contro gli ordini di Bors. Ad un certo punto Bell lascia la battuta di caccia e incontra Marie che lo avverte che c'è qualcosa nel dungeon che la spaventa. Bell e Marie proseguono il cammino insieme e trovano Ryu che ha appena compiuto un massacro e che avverte l'avventuriero di andarsene perché non deve sapere nulla di ciò che sta accadendo, dopodiché l'elfa se ne va. Bell porta il corpo del nano appena ucciso al gruppo di Bors e uno dei membri della squadra scopre che l'unico sopravvissuto è Jura Harma, un Evilis della Famiglia Rudra, che in passato uccise la Famiglia Astrea di Ryu. Mentre cercano di fare luce sulla vicenda, il gruppo di Bors viene improvvisamente attaccato da Ryu e alla fine questa si trova faccia a faccia con Bell. |                   |                |
| 46                         | 9  | Lambton (Infausto presagio) 「凶兆」 - Ramuton (Kyōchō) | 17 settembre 2022 | 3 marzo 2023   |
| 46                         | 9  | Bell scopre che non è stata Ryu a commettere l'omicidio del commerciante e smaschera Jura Harma, che si rivela essere il responsabile dell'esplosione del corridoio. Dopo essersi scusati reciprocamente, Bell e Ryu fanno squadra per affrontare Jura che però rivela di essere un tamer e fa crollare un enorme masso su di loro ma il duo riesce ad allontanarsi appena in tempo. Intanto ad Orario, Fels riporta ad Urano le prove degli esperimenti condotti su alcuni mostri, tra cui alcuni provenienti dai piani più profondi, da parte dei restanti membri di Evilus. Nel frattempo, al 25º piano del dungeon, il party di Bell viene attaccato da un Lambton, ovvero un gigantesco mostro serpente originario dei piani inferiori, controllato da Turk. Jura manda a sua volta un Lambton contro Bell e Ryu per farli soffrire il più possibile e ucciderli. Mentre Bell e i suoi alleati sono impegnati a combattere i due Lambton, Jura spiega come lui e Turk hanno ingannato tutti, compresi i loro alleati, per i loro loschi scopi. Entrambi i serpenti giganti vengono uccisi ma Cassandra avverte che qualcosa non va e si rende conto che la sua premonizione si sta avverando. Ad un certo punto varie zone del dungeon iniziano ad esplodere a causa di numerose pietre vampa posizionate dai compagni di Jura e queste finiscono per aprire un enorme buco nel sottosuolo dal quale dovrà emergere un mostro che porterà la disperazione e Ryu rimane scioccata. |                   |                |
| 47                         | 10 | Juggernaut (Devastatore) 「破壊者」 - Jagānōto (Hakaisha) | 24 settembre 2022 | 3 marzo 2023   |
| 47                         | 10 | Con l'esplosione delle numerose pietre vampa appena conclusa al 27º piano del dungeon, la calamità nota col nome di Juggernaut fa il suo ritorno cinque anni dopo l'ultima volta, quando, durante il conflitto tra gli Evilus e la famiglia Astrea, li massacrò tutti, fatta eccezione per Ryu e Jura; Urano percepisce il suo ritorno ed informa Fels della situazione. Il Juggernaut è una creatura di livello superiore anche a quello di un boss che fa la sua apparizione quando il dungeon, impossibilitato a rigenerare gli ingenti danni subiti, opta piuttosto per cancellarne la causa. Urano spiega a Fels che non ha informato la Gilda della sua esistenza, poiché secondo lui era meglio non sapere la metodologia per risvegliarlo e che lo ha rivelato solo agli Xenos, in modo che quest'ultimi potessero intervenire qualora ci sarebbe stato il rischio di risveglio del Juggernaut ma che ora sono stati impossibilitati ad intervenire in quanto occupati con la liberazione del labirinto di Cnosso. Mentre il Juggernaut trucida e dilania tutti gli avventurieri che gli capitano a tiro, Jura rivela che è rimasto ammaliato da esso sin da quando lo ha visto e ha pensato ad un metodo per farlo tornare in modo da ammaestrarlo nello stesso modo con cui ha controllato precedentemente i Lambton. Quando Bors e ciò che ne resta del suo gruppo rischia di essere brutalmente ucciso dal Juggernaut, Bell interviene in loro aiuto, ma la creatura dapprima gli mozza il braccio destro e poi lo scaraventa via violentemente, rompendogli nel frangente anche l'osso del collo. |                   |                |
| 48                         | 11 | Endless (Inesorabile) 「過酷」 - Endoresu (Kakoku) | 1º ottobre 2022   | 3 marzo 2023   |
| 48                         | 11 | Bell ormai è al tappeto e Ryu interviene in suo soccorso per curarlo con una magia in modo da tenerlo in vita date le sue pessime condizioni. Intanto che il mostro attacca il party di Bors, Ryu finisce di curare Bell al meglio che può e si precipita subito dopo in soccorso degli altri avventurieri ma la creatura si rivela troppo forte per loro e uccide tutti i membri del party tranne Bors che riesce a fuggire via grazie all'intervento di Ryu. Bell però cade in acqua e viene salvato da Marie che riesce a curarlo con il proprio sangue facendo ricrescere il braccio mozzato, dopodiché, dopo averla ringraziata con un abbraccio, il ragazzo riemerge per tornare sul campo di battaglia per affrontare lo Juggernaut. Qui ingaggia un nuovo combattimento e scopre che non ha una pietra magica all'interno del suo corpo e si rende conto che è molto diverso dagli altri mostri che presidiano il dungeon. Lo scontro continua e si fa sempre più duro per l'avventuriero ma ad un certo punto Jura usa un dispositivo per prendere il controllo del mostro ma il suo tentativo fallisce e viene brutalmente ferito. Improvvisamente riappare un Lambton, ancora sotto il controllo di Jura, il quale ingoia sia Ryu che Bell e fugge sottoterra mentre lo Juggernaut si precipita al loro inseguimento. L'intero dungeon inizia a tremare e il party di Bell, che si trova al 25º piano, è costretto a fuggire ma si ritrovano faccia a faccia con l'Anfisbena, un mostro proveniente dal 27º piano. Nel frattempo, Bell e Ryu riescono a fuggire dal corpo del Lambton uccidendolo dall'interno e scoprono di essere stati portati al 37º piano noto come "White Palace".                         |                   |                |
| Seconda parte (11 episodi) |    | |                   |                |
| 49                         | 12 | Anfisbena (Cantica della disperazione) 「絶望の詩」 - Anfisubaena (Zetsubō no uta) | 5 gennaio 2023    | 24 maggio 2023 |
| 49                         | 12 | Bell riflette su quando Aiz gli aveva parlato dei piani inferiori, mentre il suo party cerca di fuggire dal 27º piano per evitare l'Anfisbena. Urano informa Fels che l'apparizione anticipata dell'Anfisbena è solo una delle molte irregolarità che si stanno verificando nel dungeon; inoltre, il Juggernaut si sta dirigendo verso i piani inferiori. Fels e Urano decidono di inviare rinforzi agli avventurieri intrappolati. Nonostante le sue condizioni precarie, Bell cerca una via di fuga insieme a Ryu per sfuggire al Juggernaut, mentre il resto del party si prepara ad affrontare l'Anfisbena, poiché il percorso è stato bloccato da uno degli attacchi del mostro. Estia si reca alla Padrona della Fertilità per informare le cameriere sulle indagini riguardanti Ryu e, avendo un brutto presentimento, sottolinea l'urgenza di organizzare rinforzi per il dungeon. Nel frattempo, Bell, ancora scosso dagli eventi recenti, si trova con il Juggernaut alle spalle, mentre il suo party unisce le forze per affrontare l'Anfisbena. |                   |                |
| 50                         | 13 | Morgue (Sacrificio) 「犠牲」 - Morugu (Gisei) | 12 gennaio 2023   | 24 maggio 2023 |
| 50                         | 13 | Mentre Miach e Naza chiedono a Tsubaki di unirsi ai rinforzi per il dungeon, Bell e Ryu riescono a sfuggire al Juggernaut facendo crollare una parte del soffitto su di esso. Dato che il mostro è stato soggiogato dal potere di Jura, Bell e Ryu devono affrettarsi a trovare una via di fuga prima che possa trovarli e ucciderli. In condizioni critiche, Ryu utilizza l'ultima magia rimasta per curare parzialmente Bell e gli chiede di abbandonarla. Proprio in quel momento, appare una Skull Sheep, un potente mostro. Ad Orario, giunge la notizia che la Famiglia Estia è intrappolata nel dungeon. Tsubaki dimostra di aver già iniziato a radunare rinforzi per scendere al 25º piano e verificare la situazione. Grazie alle indicazioni di Ryu, Bell riesce a sconfiggere la Skull Sheep, rendendosi conto che i mostri dei piani inferiori sono decisamente più potenti e letali rispetto a quelli dei piani superiori. Rifiutandosi di abbandonare Ryu, Bell riesce a farla ragionare e i due iniziano a cercare una stanza dove riprendere le forze. Nel frattempo, il party di Bell guadagna terreno contro l'Anfisbena, ma il mostro colpisce Mikoto, facendola cadere in acqua, dove viene attaccata da alcuni sottoposti della creatura. Dopo aver trovato i resti di alcuni avventurieri, Bell riesce a chiudere un passaggio, impedendo ad altre Skull Sheep di attaccarli per un po'. I due cercano quindi di recuperare le forze il più possibile. Tuttavia, il party di Bell si trova in difficoltà quando l'Anfisbena inonda la zona circostante, colpendo anche Haruhime. Non trovando Mikoto e scoprendo che Haruhime è stata ferita, Ouka e Aisha si lanciano all'attacco contro il mostro. |                   |                |
| 51                         | 14 | Dafne Lauros (Compagni) 「友」 - Dafune Raurosu (Tomo) | 19 gennaio 2023   | 24 maggio 2023 |
| 51                         | 14 | Bell e Ryu fanno a turni per riposare alcuni minuti, nel mentre l'elfa pensa a un modo per guidare Bell verso la salvezza e intende farlo arrivare al corridoio del 36º piano. Improvvisamente appaiono alcune Skull Sheep, Ryu riesce a respingerle quasi tutte, tranne una, che richiede l'intervento di Bell. I due si danno quindi il cambio della guardia, e Ryu sogna di quando cinque anni fa incontrò la sua amica scomparsa Alise. Nonostante le enormi difficoltà riscontrate e una serie di contromosse da parte dell'Anfisbena, il party di Bell prosegue con gli attacchi combinando varie tecniche. In particolare, Mikoto e Haruhime, che sono entrambe sopravvissute, aiutano in modo provvidenziale a cambiare le sorti della battaglia a loro favore, permettendo così al party di eliminare finalmente il mostro. Nonostante la vittoria, il soffitto inizia a crollare e Turk e i suoi uomini si danno alla fuga per avere salva la vita. Il party si ritrova così a dover decidere velocemente se risalire al 24º piano oppure cercare Bell al 26º; Dafne, decidendo di avere finalmente fiducia in Cassandra, sceglie di assecondare la richiesta di quest'ultima di scendere al 26º piano per evitare una catastrofe. Mentre Tusk e i suoi sottoposti si disperdono a causa del crollo che porta alla chiusura del passaggio, il party si accinge a cercare Bell. |                   |                |
| 52                         | 15 | Ignis (Fiamma Inestinguibile) 「不冷」 - Igunisu (Furei) | 26 gennaio 2023   | 24 maggio 2023 |
| 52                         | 15 | Ryu ripensa al suo passato con le ex compagne della Famiglia Astrea, ricordando anche quando la Gilda le incaricò di indagare sulle azioni della Famiglia Rudra nei piani inferiori del dungeon. Nel frattempo, Bell riesce ad allontanare una Skull Sheep, mentre il gruppo di Tsubaki continua a cercare gli avventurieri dispersi. Al 26º piano, il party di Bell avanza eliminando vari mostri e rimane sorpreso nell'affrontare creature provenienti dal 27º piano, un'ulteriore irregolarità del dungeon. Dopo aver salvato Bors, questi racconta come il suo gruppo sia stato decimato dal Juggernaut e teme che anche Bell sia morto durante la battaglia. Dopo aver sfuggito un altro assalto di mostri, il party si rifugia in un vicolo cieco per riposarsi. Aisha interroga Bors per avere maggiori dettagli sulla situazione di Bell; Bors confessa che, nonostante le gravi ferite subite da Bell, non lo ha visto morire e quindi non è certo della sua morte. Rincuorati dalla possibilità di ritrovare Bell, il party decide di scendere al 27º piano. Prima di procedere, Welf propone di trasformare l'area circostante in una forgia per creare una nuova spada magica utilizzando l'adamantite trovata in precedenza. Chiede quindi ai compagni di proteggerlo dagli attacchi dei mostri mentre lavora, e mentre gli altri si posizionano all'ingresso per preparare le difese, Welf inizia a lavorare il metallo. |                   |                |
| 53                         | 16 | Welf Crozzo (Nuovo apice) 「始高」 - Shikō (Werufu Kurozzo) | 2 febbraio 2023   | 24 maggio 2023 |
| 53                         | 16 | Ryu ricorda le conversazioni avute con le sue compagne della Famiglia Astrea riguardo al significato di giustizia, in particolare il punto di vista di Alise, che sostiene che l'ideale di giustizia della loro Famiglia sia quello di eliminare la falsa giustizia per rendere felice il prossimo, mantenendo segreta quella vera. Dopo aver usato la magia per curare parzialmente la ferita alla gamba, Ryu riesce finalmente a camminare autonomamente, consentendo a Bell di concentrarsi maggiormente sugli scontri. I due si rendono conto di trovarsi nel White Palace, ma non riuscendo a determinare la loro posizione sulla mappa e senza poter fare affidamento su alcun equipaggiamento, devono trovare un modo per raggiungere il terreno battuto e lasciare il 37º piano. Nel frattempo, Welf è già al lavoro per forgiare la spada mentre il party difende l'ingresso dai mostri. Con l'obiettivo di raggiungere il corridoio del 36º piano, Bell e Ryu sono costretti a prendere l'equipaggiamento rimasto sui corpi di alcuni avventurieri morti per avere una possibilità di uscire vive. Tra i resti trovano una mappa incompleta del piano attuale, utile per orientarsi, e notano che su di essa è riportato lo stella di una Famiglia, ora divenuto irriconoscibile. Welf affronta un conflitto interiore riguardo al vero motivo per cui sta forgiando la spada e realizza che lo sta facendo per amicizia. Questo pensiero gli consente finalmente di lavorare al meglio l'adamantite e completare la spada. Nel frattempo, Estia discute con Efesto riguardo al pagamento del pugnale di Bell, mentre Welf usa la sua spada per affrontare l'ondata di mostri.                                    |                   |                |
| 54                         | 17 | White Palace (Dedalo bianco) 「白の迷宮」 - Shiro no meikyū (Howaito Paresu) | 9 febbraio 2023   | 24 maggio 2023 |
| 54                         | 17 | In un ricordo di Ryu, si rivivono le discussioni con Kaguya sulla giustizia e sulla possibilità di salvare tutti. Kaguya sostiene che questa sia solo un ideale comodo, poiché ognuno, prima o poi, deve affrontare scelte difficili nella vita. Nel frattempo, Bell e Ryu continuano a farsi strada nel White Palace, dove Bell affronta mostri agguerriti mentre Ryu aggiorna progressivamente la mappa in loro possesso. Ryu offre consigli a Bell per migliorare il suo stile di combattimento e lo incoraggia a non perdere la speranza nonostante le difficoltà. Mentre il party di Bell avanza difendendosi dai mostri, Bell e Ryu analizzano la conformazione del 37º piano, caratterizzato da un muro noto come Grande Fortezza Anulare, suddiviso in cinque aree; quella che intendono attraversare è la più esterna. Dopo aver bevuto una vecchia pozione di recupero, riprendono il cammino. Il gruppo di Tsubaki continua la sua spedizione mentre il party di Bell scopre i cadaveri dei sottoposti di Bors. Ryu informa Bell riguardo a mostri pericolosi che potrebbero incontrare, e Bell si ritrova a bere riluttante il contenuto di uno slime. Il party di Bell giunge infine nell'area in cui era apparso il Juggernaut e deve difendersi da un attacco incessante di un nutrito gruppo di mostri. Proprio quando la situazione sembra degenerare, gli Xenos intervengono in loro aiuto, capovolgendo le sorti dello scontro. Alla fine, Ryu riflette sul fatto che, dopo diversi anni, ha iniziato a pensare come Kaguya: in alcuni casi, è necessario un sacrificio. |                   |                |
| 55                         | 18 | Disperato (Sacrificio nel dedalo) 「迷宮決死行」 - Meikyū kesshi kudari (Desuparēto) | 16 febbraio 2023  | 24 maggio 2023 |
| 55                         | 18 | In un altro ricordo, Ryu si confronta con la visione di Kaguya, che sostiene che non sia possibile salvare tutti. Alise, apprezzando l'ideale di Ryu, le ricorda che l'importante è avere un ideale, anche se non è definibile se sia corretto o meno. L'intervento degli Xenos a favore del party di Bell si rivela provvidenziale e, sul campo di battaglia, si unisce anche il gruppo di Tsubaki, fornendo ulteriore supporto contro i mostri malvagi. Marie informa Lido che Bell si trova nei piani inferiori, spingendo il leader degli Xenos a partire con il suo gruppo alla ricerca di Bell. Anche il party di Bell e il gruppo di Tsubaki accettano di unirsi a loro. Grazie agli insegnamenti di Ryu e Aiz, Bell riesce a tenere testa ai mostri che incontra, nonostante la loro notevole forza. Dopo aver combattuto schiena a schiena con Ryu, lei gli racconta che, dopo l'incidente della Famiglia Astrea con il Juggernaut, Fels le chiese di mantenere il silenzio riguardo all'esistenza del mostro in cambio della promessa di smettere di perseguitarla. Nel frattempo, il Juggernaut continua a cercare Bell e Ryu per ucciderli. I due si ritrovano circondati da un enorme numero di mostri che iniziano a eliminarsi a vicenda. Riuscendo a salvarsi, Bell viene ferito da un aculeo velenoso di uno dei mostri; tuttavia, riesce a curarsi utilizzando uno dei pugnali magici datogli da Welf. Dopo aver bevuto l'ultima pozione, i due devono affrontate un ultimo ostacolo prima di raggiungere il percorso battuto: il Colosseo. |                   |                |
| 56                         | 19 | Colosseo (Arena) 「戦闘アリーナ」 - Koroshiamu (Sentō Arīna) | 23 febbraio 2023  | 24 maggio 2023 |
| 56                         | 19 | Ryu ricorda di quando Lyra le disse che l'idea di giustizia cambia da persona a persona; ognuno deve decidere la propria verità e crearsi una convinzione con cui convivere. Lyra sottolinea l'importanza della conoscenza, affermando che anche le informazioni apparentemente più inutili possono rivelarsi utili in determinate situazioni, e la incoraggia a trasformare la conoscenza in saggezza. Ryu spiega a Bell che il Colosseo è un'enorme arena dove i mostri si combattono all'infinito; quando uno viene eliminato, un altro ne prende il posto. Questo luogo è così pericoloso che nemmeno la Famiglia Loki osa visitarlo. Poiché il percorso battuto si trova dall'altra parte del Colosseo, i due devono attraversarlo indossando la pelle di una Skull Sheep per mimetizzarsi tra i mostri, evitando un confronto diretto che sarebbe fatale. Riuscendo a muoversi furtivamente fino a un certo punto, vengono improvvisamente individuati da un guerriero scheletro, scatenando l'ira di tutti i mostri dell'arena contro di loro. Bell e Ryu tentano una fuga disperata verso il ponte; Ryu lancia una magia del vento per permettere a Bell di raggiungere l'altra sponda e distruggere il percorso. Tuttavia, Ryu decide deliberatamente di rimanere nel Colosseo, con l'intento di sacrificarsi per riunirsi alle sue compagne perdute. Bell, rifiutandosi di abbandonare Ryu, torna indietro attraverso il labirinto e scaglia un potentissimo Firebolt in tutta l'arena. |                   |                |
| 57                         | 20 | Famiglia Astrea (Petali sparsi) 「アストレアファミリー」 - Asutorea Famirī (Eiyū-teki shi) | 2 marzo 2023      | 24 maggio 2023 |
| 57                         | 20 | In un flashback, la Famiglia Astrea riesce a sopravvivere a un'imboscata della Famiglia Rudra, nota per i suoi crimini. Tuttavia, le esplosioni causate dalle pietre vampa attirano il Juggernaut, che stermina quasi tutti i membri delle due Famiglie. Per avere una chance di sconfiggere il mostro, Alise, Kaguya e Lyra si sacrificano per permettere a Ryu di lanciare una potente magia contro di lui. Nonostante lo sforzo, il Juggernaut riesce a sopravvivere e si ritira. Ryu, l'unica superstite di quell'evento tragico, decide di tornare nel dungeon per affrontare nuovamente il Juggernaut e vendicare le sue compagne cadute. Dopo essere stata scomunicata da Astrea, simbolo della giustizia, e spinta dalla sete di vendetta, Ryu inizia a eliminare chiunque sia legato alla Famiglia Rudra e agli Evilus, cercando allo stesso tempo la morte. In un attacco furioso alla Famiglia Rudra, si scaglia contro Jura, convinta di averlo ucciso per vendicarsi del Juggernaut. Dopo aver compiuto la sua vendetta, Ryu si sente persa e senza scopo fino a quando non incontra Syr, che la guida alla Padrona della Fertilità per ricominciare una nuova vita. Nel presente, Ryu si sveglia da un sogno in cui rivede le ex compagne e realizza che lei e Bell sono sopravvissuti all'attacco dei mostri nel Colosseo e ora si trovano nelle sue profondità. Dopo aver rincuorato Ryu sul fatto che lei rappresenti ancora la giustizia, Bell elimina un mostro e insieme trovano una fonte d'acqua. Esausto, Bell perde i sensi e Ryu inizia a curarlo. |                   |                |
| 58                         | 21 | Daydream (Dolce bugia) 「天文学」 - Tenmongaku (Kaibō-gaku) | 9 marzo 2023      | 24 maggio 2023 |
| 58                         | 21 | Dopo aver constatato che nelle vicinanze della sorgente non ci sono mostri, Bell e Ryu decidono di accamparsi per asciugarsi gli abiti, poiché proseguire in quelle condizioni potrebbe compromettere la loro missione di sopravvivenza nel dungeon. Durante questo momento, si verificano alcuni attimi imbarazzanti tra i due, ma Ryu decide di aprirsi e racconta a Bell del suo tragico passato legato al Juggernaut e del senso di colpa che prova per il sacrificio delle sue amiche. Bell la rincuora, sottolineando che ha un motivo in più per vivere proprio grazie a loro. Così, si stringono attorno al fuoco per riscaldarsi, mentre Bell riflette sul fatto che gli uomini sono spinti a proteggere le donne, considerate più vulnerabili. Una volta riprese le forze, i due riprendono il cammino verso un'area inesplorata che li conduce nuovamente alla superficie del 37º piano. Qui notano l'insolita assenza di mostri, una situazione che suscita preoccupazione. Continuando il loro percorso, si imbattono nuovamente nel Juggernaut, che ora è diventato una chimera, capace di divorare e assorbire parti dei corpi degli altri mostri, che gli ha permesso di riparare le sue parti danneggiate e acquisire nuove abilità. Bell e Ryu tentano di difendersi, ma il Juggernaut ha la meglio su di loro. Costretti a rifugiarsi in una rientranza piena di mostri, questi vengono eliminati dal Juggernaut stesso. Mentre la situazione si fa disperata, Ryu perde la speranza di uscire vivi dal dungeon e si addormenta. Bell, nonostante il dolore della ferite subite, decide di uscire dal nascondiglio per affrontare il Juggernaut in una battaglia finale.                                 |                   |                |
| 59                         | 22 | Luvia (Fiore astrale) 「星華」 - Ruvia (Hoshi hana) | 16 marzo 2023     | 24 maggio 2023 |
| 59                         | 22 | Mentre Bell si prepara ad affrontare il Juggernaut, Ryu vive un sogno in cui le sue amiche scomparse le ricordano che ha sempre combattuto dalla parte della giustizia e la incoraggiano a non arrendersi. Al risveglio, Ryu supera le sue paure e decide di aiutare Bell nella battaglia contro il mostro. Notando che la sua magia del vento rappresenta il punto debole della creatura, Ryu evoca i nomi delle sue amiche perdute, potenziando i suoi incantesimi e riuscendo infine a sconfiggere il Juggernaut. Esausti dalla lunga lotta, entrambi perdono conoscenza, ma vengono soccorsi dagli Xenos, che forniscono loro delle pozioni e li lasciano alle cure del party di Bell. Tre giorni dopo, Ryu si risveglia in una casa di cura a Babele, dove incontra Syr e le altre cameriere. Dopo aver appreso delle condizioni di Bell, ricoverato in un'altra stanza, si sente sollevata nel sapere che anche lui è sopravvissuto. Il party di Bell esprime la propria gratitudine a Ryu per aver contribuito alla sua salvezza, ma l'elfa afferma di sentirsi in debito con lui per averla motivata a continuare a vivere. Grazie alla testimonianza di Bors, Ryu viene dichiarata morta come eroina sotto il suo precedente soprannome, Uragano, permettendole così di iniziare una nuova vita. Syr informa Ryu che il loro capo la sta aspettando alla Padrona della Fertilità. Una volta dimessi, Bell e Ryu fanno una passeggiata insieme; qui l'elfa ringrazia Bell per averla aiutata a lasciarsi alle spalle il suo passato. Alla fine della passeggiata, dopo che Bell le fa un complimento, Ryu si allontana imbarazzata, non rendendosi conto dei sentimenti che prova per lui.                          |                   |                |

### Quinta stagione
| Nº serie | Nº | Titolo italiano Giapponese 「Kanji」 - Rōmaji | In onda          | In onda  |
| Nº serie | Nº | Titolo italiano Giapponese 「Kanji」 - Rōmaji | Giapponese       | Italiano |
| 60       | 1  | Syr (-) 「シル」 - Shiru (-) | 4 ottobre 2024   | -        |
| 60       | 1  | Dopo la spedizione nel dungeon, Lili e Haruhime salgono al livello 2; Estia comunica segretamente a Welf e Mikoto che Bell sta per salire di livello. Durante una festa presso la Padrona della Fertilità, Syr nota che Ryu è particolarmente nervosa nei confronti di Bell e, dopo aver ascoltato una conversazione privata tra i due, capisce che si è innamorata di lui. La donna dice quindi a Ryu che inviterà Bell a un appuntamento al prossimo festival delle dee, cosa che Ryu appoggia con riluttanza. La Famiglia Estia riceve la visita di Horn, l'attendente personale di Freya, che consegna la lettera di invito di Syr, sorprendendo tutti per il fatto che Syr dovrebbe far parte della Famiglia Freya. I capitani della Famiglia Freya, guidati da Ottar, discutono della loro disapprovazione nei confronti di Bell e del loro piano di prendersi cura di Syr durante il festival. Mentre si reca a dare una risposta a Syr, Bell viene improvvisamente attaccato da uno dei capitani della Famiglia Freya, Hedin Selland, e dopo essere stato brutalmente picchiato, gli viene detto di venire con lui. Altrove, Syr va a parlare con Freya e le chiede di poter uscire con Bell; la dea approva, ma stabilisce che se Bell scopre chi è realmente, non potrà mai più interagire con lui. |                  |          |
| 61       | 2  | Master (Addestratore) 「調教」 - Masutā (Chōkyō) | 11 ottobre 2024  | -        |
| 61       | 2  | Hedin porta Bell in una caffetteria, minacciando lui e la sua Famiglia di accettare l'appuntamento con Syr; Bell invia una lettera alla Famiglia Estia informandoli che lo fa per proteggerli. Bell viene immediatamente sottoposto a un'infinita serie di prove, mentre Hedin lo addestra a essere il perfetto gentiluomo a un appuntamento, facendogli anche migliorare le sue abilità sociali con le altre donne. Durante il festival delle dee, Bell e Syr procedono con il loro appuntamento. Le cameriere della Padrona della Fertilità fanno lavorare la Famiglia Estia nel locale, consentendo loro di sgattaiolare fuori e osservare l'appuntamento, che viene sorvegliato anche da Hedin e da alcuni membri della Famiglia Freya. Syr si irrita per il cambiamento di atteggiamento di Bell, non riuscendo a turbarlo come fa di solito, ma la sua facciata si rompe quando Aiz li nota; Syr dice ad Aiz, preoccupata, che hanno un appuntamento e se ne vanno. Estia cacciata dal locale per aver causato problemi, trova Aiz e propone un'alleanza per spiare l'appuntamento. Bell confessa a Syr che Hedin lo ha aiutato a presentarsi meglio all'appuntamento, così Syr gli chiede se possono continuare a sfuggire agli occhi vigili della Famiglia Freya. |                  |          |
| 62       | 3  | Odr (Compagno) 「伴侶」 - Ōzu (Hanryo) | 18 ottobre 2024  | -        |
| 62       | 3  | Bell e Syr riescono a sfuggire ai membri della Famiglia Freya utilizzando un mantello dell'invisibilità. Bell porta Syr al duomo di St. Fulland e le racconta la leggenda di Fulland, un cavaliere che si unì a uno spirito quando si innamorarono, ma fu costretto a scegliere tra lei e una dea che lo aveva sostenuto per anni, scegliendo alla fine la dea. Dopo aver inizialmente tentato di uccidere Fulland in preda alla disperazione, lo spirito si sarebbe poi sacrificato per salvarlo dall'attacco di un mostro e lui avrebbe costruito il duomo in suo onore. Subito dopo Syr chiede a Bell cosa farebbe se lei fosse così sconvolta da cercare di fare del male agli altri. Bell compra a Syr un ciondolo a due pezzi basato sulla favola di Fulland, con la sua metà come fermaglio per capelli. Bell e Syr cenano in un ristorante su una nave, dove Aiz, Estia e le cameriere della Padrona della Fertilità li osservano. Bell interroga Syr sui suoi segreti quando la nave viene improvvisamente attaccata dalla Famiglia Freya; Aiz e le cameriere della Padrona della Fertilità li respingono permettendo ai due di fuggire dall'imbarcazione. Trascorrono la notte camminando per la città e raggiungono il "Ponte degli Eroi", dove Syr racconta a Bell come il mondo desideri un eroe e rivela di desiderare un "Odr", il suo unico e solo eroe. Lo porta quindi in una locanda con una sola camera da letto per passare la notte insieme, con grande preoccupazione di Bell. |                  |          |
| 63       | 4  | Seidhr (Dea e Figlia) 「神と娘」 - Seizu (Kami to musume) | 25 ottobre 2024  | -        |
| 63       | 4  | Bell cerca di evitare di dormire nel letto con Syr, ma lei insiste. Gli confessa i suoi sentimenti e cerca di baciarlo, ma lui la ferma; lei cerca istintivamente di affascinarlo prima di vergognarsi. Mentre stanno per addormentarsi, Syr si dichiara ancora una volta a lui, ma Bell non riesce a ricambiare. Bell si sveglia il mattino seguente e scopre che Syr è scomparsa; parla con Welf di quanto accaduto e si convince a rifiutare l'offerta di Syr. Bell trova Syr, ma viene improvvisamente attaccata da Hogni, il capitano della Famiglia Freya, che cerca di ucciderla per aver interferito con la loro dea. Sopraggiungono le cameriere della Padrona della Fertilità che permettono ai due di fuggire, ma vengono rapidamente brutalizzate dai capitani, tra cui i fratelli Gulliver e Allen, il fratello di Anya. Bell e Syr si nascondono in un edificio abbandonato, dove Bell rivela di sapere che "Syr" era un'impostora, impedendole di pugnalarlo. Gli dice dove si trova la vera Syr mentre viene affrontata dai capitani della Famiglia Freya, rivelando di essere Horn; da bambina ha ceduto il suo nome "Syr" a Freya per diventare come la dea, ottenendo una magia che le ha permesso di trasformarsi in Freya. Horn dichiara poi maniacalmente di aver tentato di uccidere Bell per evitare che Freya perdesse il suo io divino. Bell si incontra con Syr, che gli confessa emotivamente di essere innamorata di lui, inducendo Bell a respingerla dolorosamente. In seguito, Syr assume la sua vera forma, Freya, dichiarando a Ottar che "Syr è morta" e la sua intenzione di prendere Bell con la forza. |                  |          |
| 64       | 5  | Famiglia Freya (Aggressione) 「侵略」 - Fureiya Famiria (Shinryaku) | 1º novembre 2024 | -        |
| 64       | 5  | Freya ricorda il suo periodo di "roleplaying" nei panni di Syr, con Horn che prendeva il suo posto in quei momenti, per divertirsi tra la gente comune, e si affeziona alle cameriere della Padrona della Fertilità e a Bell. Bell è depresso dopo aver rifiutato la confessione di Syr e rivela a Ryu di averla rifiutata a causa dei suoi sentimenti per Aiz. Freya affronta Estia, chiedendole di consegnargli Bell, mentre i capitani della Famiglia Freya sconfiggono facilmente Lili, Welf, Mikoto e Haruhime, mentre Bell e Ryu vengono sgominati da Ottar. Freya minaccia di rimandare Estia in Cielo se non convertirà Bell a lei, quando appare Ermes, che le ricorda che non può ancora avere Bell perché è nella Famiglia Estia solo da sei mesi; Freya scende a compromessi e si limita a portare via Bell nel frattempo. Ermes trama segretamente con Estia per trovare un modo per reclamare Bell, ma va nel panico quando si rende conto di ciò che Freya sta per fare, ordinando ad Asfi di far volare se stessa e Ryu fuori dalla città e dando a Estia un biglietto che dovrà consegnargli in futuro. Freya comanda la maggior parte della città fino alla piazza, rivelandosi come Syr e scatenando il suo incantesimo su tutta Orario. Qualche tempo dopo, Bell si risveglia nella casa della Famiglia Freya a Folkvangr, che lo tratta come un membro della Famiglia. Bell si precipita in città, ma scopre che nessuno si ricorda di lui, a causa dell'incantesimo di Freya, al quale Bell è immune, facendo credere a tutti di aver sempre fatto parte della Famiglia Freya. Dopo essere stato rifiutato da Estia e dalla sua famiglia, Bell crolla sconvolto. |                  |          |
| 65       | 6  | Orario (Città distorta) 「歪曲都市」 - Orario (Waikyoku toshi) | 8 novembre 2024  | -        |
| 65       | 6  | Heith, la guaritrice della Famiglia Freya, sostiene che i "falsi ricordi" di Bell sono il risultato di una maledizione, ma lui stenta a crederci. Freya ordina a Horn di assicurarsi che tutti siano stati incantati e poi fa visita a Urano, offrendogli il supporto della Famiglia per esplorare ulteriormente il dungeon e prepararsi allo scontro con il Drago Nero se non interferisce; lui accetta con riluttanza. Estia, che ha potuto evitare l'incantesimo perché è una dea vergine, incontra sia Ermes che Aiz (entrambi sotto incantesimo); a quest'ultima dice di non vedere Bell, preoccupata che diventi vulnerabili all'incantesimo se inizia a credere che il suo amore per Aiz non sia reale. Alla sera, Bell viene portato da Freya e le dice di aggiornare il suo stato per dimostrare che è la sua dea. Freya lo fa con successo, utilizzando segretamente un oggetto raro chiamato "Status Snitch", gettando ulteriormente Bell nella confusione e nella disperazione. La mattina dopo, Bell è costretto a partecipare all'allenamento quotidiano della Famiglia Freya, in cui tutti combattono brutalmente all'ultimo sangue, e in particolare è costretto ad affrontare Hedin, Hogni e i Gulliver. Mentre cerca informazioni su Bell, Eina si imbatte nel suo diario personale e inizia a recuperare i suoi ricordi leggendo degli appunti, finché Freya non appare per prendere il diario e incantarla nuovamente. Dopo essere stato ferito e guarito per tutto il giorno, Bell vede Freya e le racconta i suoi ricordi con Estia, mentre lei usa le informazioni del diario di Eina per convincere Bell della sua verità, nel tentativo di farlo sentire isolato in modo da poter essere l'unica a dargli sollievo. Quando Bell scappa imbarazzato dopo aver cercato di aiutarla a spogliarsi, Freya ride di gusto tra sé e sé. |                  |          |
| 66       | 7  | Loneliness (L'addio) 「別離」 - Ronrinesu (Betsuri) | 15 novembre 2024 | -        |
| 66       | 7  | Ryu si risveglia in una città vicina insieme as Asfi, che le spiega la situazione e la sua intenzione di infiltrarsi ad Orario. Estia visita Urano nella speranza di ottenere il suo aiuto, ma non riescono a parlare a causa della presenza dell'incantatore Fels, che la congeda e incarica Fels di assegnare alla Famiglia Ermes la raccolta di legna da ardere. I capitani della Famiglia Freya riferiscono a Freya dei progressi di Bell, con Hedin che si offre volontario per occuparsi del suo addestramento, affermando di avere in mente gli interessi di entrambi. Freya tenta di convincere Bell a sottoporsi a un trattamento per la sua "maledizione", al fine di distruggere il Frase Realis facendogli credere che i suoi ricordi siano falsi, ma lui rifiuta. Alla Padrona della Fertilità, Anya è angosciata dal fatto che nessuna delle altre cameriere ricordi Syr e scappa dopo che Mia dice che Freya l'ha fatta "sparire". Allen la porta da Freya e le rivela che il suo ruolo di Syr è solo un capriccio divino, gettando Anya ancora più nello sconforto. Ryu, che era tornata di nascosto in città con Asfi, viene attirata fuori dal suo nascondiglio da questa rivelazione, e Freya cerca di favorirla proponendole di condividere Bell. Ryu è disgustata e viene stordita da Freya, che la fa rinchiudere nelle segrete della loro casa senza essere incantata. Alla sera, Bell nota il cambiamento di atteggiamento di Freya e la convince a parlare delle sue preoccupazioni, dandole qualche consiglio. Dopo averglielo confessato, Bell riconosce Syr nel volto ridente di Freya, che lo congeda bruscamente, mentre Freya stringe solennemente il fascino del loro appuntamento. |                  |          |
| 67       | 8  | Bell Cranel (Brama) 「憧憬」 - Beru Kuraneru (Dōkei) | 22 novembre 2024 | -        |
| 67       | 8  | Hedin ha intensificato il suo brutale allenamento con Bell, con grande sorpresa anche degli altri capitani, a seguito del maggiore isolamento di Freya, desiderando che Bell si sottometta il prima possibile. Estia si incontra segretamente con Asfi, che informa la dea degli atti disperati della Famiglia Freya nei confronti di Bell, facendo sospettare a Estia che questo sia il "momento" suggerito da Ermes nel suo biglietto. La notte Bell, esausto, dorme con Freya, decidendo quasi di arrendersi e di accettare la realtà attuale, ma i ricordi di Syr continuano ad aleggiare nella sua testa. Bell si dirige in città per cercare Syr, mentre Hedin congeda tutte le guardie della Famiglia Freya che normalmente lo seguono per concentrarsi sulla Famiglia Loki che si prepara a uscire dal dungeon. Alla Padrona della Fertilità, Mia rivela a Bell di essere un membro semi-pensionato della Famiglia Freya e gli ricorda intenzionalmente qualcosa che aveva detto quando si erano conosciuti. Deciso a scoprire la verità, Bell si precipita da Aiz, che ricorda vagamente di essersi allenata e di avergli fatto una promessa; Bell scoppia in lacrime contento che lei abbia confermato che i suoi ricordi sono reali. Bell, molto più sicuro di sé, torna ad allenarsi e riesce a fare un graffio a Hedin. Nel frattempo, mentre la sua Famiglia continua a spargere legna per la città, Ermes si ritrova bloccato in un loop in cui riacquista e perde i suoi ricordi, usando i suoi figli per trasmettergli stralci di informazioni. Durante le indagini, Estia e Asfi riescono a fargli avere il suo biglietto, per fare di Orario "un focolare". |                  |          |
| 68       | 9  | Vesta (Altare della sacra fiamma) 「聖火の祭壇」 - Uesuta (Seika no saidan) | 6 dicembre 2024  | -        |
| 68       | 9  | Ryu viene liberata da Horn dalla prigione della Famiglia Freya e si scatena contro tutti i membri di Folkvangr. Mentre medita la sua prossima mossa, Bell nota il caos, ma è costretto a rimanere nella sua stanza da Heith. Le guardie rimaste vengono messe fuori combattimento da qualcuno e Bell e insegue il colpevole in una grande sala della cattedrale, scoprendo che si tratta di Horn. La donna crolla e attacca emotivamente Bell, finché questi non riesce a capire che sia lei che Freya sono Syr. Horn restituisce a Bell il suo pugnale di Estia e si colpisce con forza. Usando la sua magia e il suo legame con Freya, Horn si trasforma nella Syr che Freya ha messo da parte, che crolla per aver fatto del male a tante persone a lei care, implorando Bell di salvarla; lui dichiara che le salverà entrambe. Ottar porta Horn a curarsi, mentre Bell affronta Freya. La dea continua a sostenere che tutto ciò che ha fatto come Syr faceva parte del suo roleplaying, rovinando il suo fascino, ma Bell insiste che tutti i suoi sentimenti come Syr sono reali. I due discutono, con Freya che ammonisce Bell di volerla "salvarla" nonostante l'abbia rifiutata e non abbia modo di fermarla, mentre Bell fa leva sul suo ego e respinge il suo affetto, facendola arrabbiare. All'improvviso, i due notano degli incendi che scoppiano all'esterno; grazie al sangue di Estia versato sulla legna da ardere distribuita in tutta la città, tutte le persone sotto incantesimo iniziano a sentire una sensazione di bruciore dentro di loro, mentre Estia usa il suo potere per trasformare tutta Orario, in una ricreazione del suo tempio in Cielo, spezzando l'incantesimo. Con il ripristino dei ricordi, gli amici di Bell nelle Famiglie Estia e Loki, insieme a tutti gli altri abitanti della città, assaltano Folkvangr in preda all'indignazione. Dopo che Estia si è riunita a Bell, quando quest'ultima chiede a Freya cosa farà in seguito, Freya dichiara un War game. |                  |          |
| 69       | 10 | War game (Guerra tra fazioni) 「派閥大戦」 - Uō Gēmu (Habatsu taisen) | 13 dicembre 2024 | -        |
| 69       | 10 | Dopo che Freya ha capito che la Gilda non la punirà per le sue azioni per via della forza della sua Famiglia, stabilisce che se vincerà il War game, otterrà Bell, ma se vincerà Estia, farà tutto ciò che desidera; Estia accetta e Bell dichiara che se vincerà Freya dovrà mostrargli la "vera lei". I preparativi per il War game iniziano, ma la Gilda vieta direttamente alla Famiglia Loki di partecipare, mentre Royman offre a Finn informazioni sul sessantesimo piano del Dungeon. Dopo che Bell si riunisce con la sua Famiglia ed Eina, apprendono da Estia che il War game sarà "Hide and Seek" (nascondino), con i figli che si sfidano per trovare le rispettive divinità. Nonostante il divieto di partecipare alla battaglia, Finn assiste Lili nei preparativi come stratega, mentre Tiona e Tione aiutano ad addestrare Bell, dato che ad Aiz è vietato a causa dell'intervento di Freya. La fazione della Famiglia Estia è composta dai loro amici e alleati della Famiglie Takemikazuchi, Miach ed Efesto, oltre che dalle Famiglie di Mord, Dormul, Luvis, dagli uomini di Rivira e dall'Alleanza delle Dee; la Famiglia Ganesha sceglie di agire come supervisore, mentre la Famiglia Ermes (senza Aisha) rimane fuori, ritenendo che le probabilità siano troppo altre contro di loro. Bell salve al livello 5, guadagnando una nuova abilità che lo rende più forte contro gli incantesimi. A Folkvangr, Freya viene informata del War game e ammette di aver tenuto lontano Aiz per un senso di gelosia. Ottar apprende da Heith che Horn è attualmente in uno "stato simile alla morte" a causa dell'uso della sua magia per "tenere in vita Syr". Chloe e Lunoire cercano di convincere una sconfortata Anya a unirsi a loro, e riceve la visita di qualcuno. Arriva il giorno del War game e ogni fazione si prepara nei rispettivi accampamenti in città desolate, con Lili che tiene un discorso entusiasmante alle propria fazione. Cassandra racconta a Bell del suo sogno in cui il "vento soffierà" a loro favore, mentre entrambe le fazioni si preparano a combattere.                               |                  |          |
| 70       | 11 | Folkvangr (Inferno) 「地獄」 - Fōrukuvangu (Jigoku) | 20 dicembre 2024 | -        |
| 70       | 11 | Il War game ha inizio quando la Fazione Estia si divide per perlustrare le relative aree al fine di rintracciare la Famiglia Freya, con Lili che rimane nelle retrovie comunicando con tutti attraverso oggetti magici. Tuttavia, apprendono che l'intera Famiglia si è posizionata ai margini dell'isola, trasformando il gioco del "nascondino" in un assedio al castello, tra lo sgomento di tutti. Non avendo altra scelta, Lili ordina alla Fazione di andare all'attacco. Affrontano alcuni membri della Famiglia Freya in carica, usando le loro spade magiche di Crozzo per eliminarne un gruppo, ma i guaritori, guidati da Heith, li rianimano quasi immediatamente e riprendono l'attacco. Mentre le due fazioni si affrontano, il gruppo di Mord cerca di attaccare direttamente Heith, ma lei rivela la capacità di guarire se stessa e li elimina tutti. Hogni affronta un altro gruppo, usando la sua magia per trasformare la sua personalità e diventare più sicuro di sé, mentre si scontra con Tsubaki. Welf tenta di usare la sua magia per disturbare Hogni, ma viene abbattuto da Allen. Mentre Bell continua ad avanzare verso Ottar, viene attaccato da Van, che però, appena salito di livello, lo elimina facilmente con un Firebolt. Ottar arriva e consegna a Bell una spada lunga, permettendogli di sferrare un colpo gratuito di un attacco Argonauta a piena carica. I due scatenano i loro attacchi più forti, che si concludono con un pareggio, anche se con Bell significativamente più ferito, prima che Ottar si prepari a riprendere. Hogni elimina Tsubaki e inizia ad affrontare Dafne, Cassandra e Bord, mentre i Gulliver combattono contro Aisha, Mikoto e Nazha. Nel frattempo, Bell viene brutalizzato da Ottar, che dice al ragazzo che deve superarlo. |                  |          |
| 71       | 12 | Astrea Record (Eredità) 「継承」 - Asutorea Rekōdo (Keishō) | 6 febbraio 2025  | -        |
| 71       | 12 | Avvertendo un disturbo attraverso Horn, Freya ordina di terminare il War game, portando Allen e alcuni degli Einherjar all'offensiva contro gli dei della Fazione. Takemikazuchi ed Efesto ne distraggono alcuni, consentendo a Estia di fuggire in prima linea; delle 46 divinità della Fazione, ne rimangono solo 4. Nonostante lo schiacciante svantaggio, Lili mantiene la calma e prosegue con il suo piano. Dafne continua ad affrontare Hogni, utilizzando la sua abilità che le garantisce una maggiore resistenza, ma che la trasforma lentamente in legno. Viene presto sconfitta e Cassandra è costretta ad arrendersi per poterla curare. Proprio in quel momento, il "vento soffia a loro favore" con l'arrivo di Ryu, che ora è una livello 6, in grado di eguagliare perfettamente Hogni in combattimento. Ben presto viene circondata da diversi Einherjar, quindi attiva la sua nuova abilità, "Astrea Record", che le permette di utilizzare le abilità dei membri caduti della sua Famiglia Astrea, e si sbarazza di loro. Riprende il suo combattimento con Hogni, che improvvisamente inizia a sentirsi più debole, mentre Ryu rivela che tutti si sono lasciati battere intenzionalmente per far si che Hogni usasse molto la sua arma maledetta, con gli effetti che alla fine si ripercuotono contro di lui. Viene sconfitto, suscitando l'entusiasmo di tutti gli spettatori. Heith riunisce i guaritori pronti a curare tutti, quando inaspettatamente Hedin si rivolta contro di loro e li fa fuori tutti. |                  |          |
| 72       | 13 | Revenge (Contrattacco) 「逆襲」 - Ribenji (Gyakushū) | 6 febbraio 2025  | -        |
| 72       | 13 | Prima dell'inizio del War game, Bell informa Lili che crede che Hedin finirà per aiutarli, in base al suo atteggiamento rispetto al resto della Famiglia. Heith dichiara che Hedin è un traditore di Freya, ma lui risponde semplicemente che sta facendo il meglio per la dea e la sconfigge. Mentre continua a eliminare gli Einherjar, Chloe, Lunoire e Anya si uniscono alla battaglia per aiutare ad affrontare i fratelli Gulliver, mentre Allen si dirige verso di loro. Ryu arriva per aiutare Bell a combattere Ottar, quando improvvisamente si unisce a loro anche Mia. Prima del War game, Loki ha cercato di convincere Mia a unirsi a loro, apprendendo che conosce Freya da più tempo di qualsiasi altro mortale, sapendo già che Syr è il suo vero io e che la aiuterà solo dopo che glielo avrà chiesto la ragazza stessa. Loki porta lei e le cameriere del locale, con Anya presa a forza da Bete, a vedere Horn, dove sentono Syr scusarsi con tutte loro e chiedere di salvarla. Mentre Mia tiene occupato Ottar, Ryu guarisce Bell e gli chiede cosa vuole fare con Syr, dichiarando che farà tutto il possibile per salvarla dal suo sentimento d'amore, anche se è stato lui a causarlo. A sorpresa, Ryu confessa a Bell di essere innamorato di lui, prima che i due riprendano a combattere. Anya utilizza la sua abilità, causando a tutti i presenti nell'area (meno agli alleati che usano oggetti magici per combatterla) un debuff di stato. Con Haruhime che dà agli alleati un aumento di livello (nonostante abbia esposto le sue abilità al resto di Orario) e Lili che si unisce al combattimento, riescono a disturbare il lavoro di squadra dei Gulliver tanto da eliminarli rapidamente. |                  |          |
| 73       | 14 | Einherjar (I guerrieri della dea) 「女神の勇士達」 - Einheriyaru (Megami no yūshi tachi) | 26 febbraio 2025 | -        |
| 73       | 14 | Lili chiede se qualcuno sia in grado di aiutare nelle battaglie rimanenti e Welf si alza per unirsi al resto della sua Fazione ancora in gioco. Hogni rimprovera Hedin per aver tradito Freya, portando l'alto elfo ad ammettere la sua gelosia nei confronti di Bell per aver conquistato l'amore della dea, pur riconoscendo che lei è più felice come Syr e che Bell è l'unico che può salvarla; Hogni ammette di provare lo stesso sentimento e accetta di unirsi a lui. Chloe, Lunoire, Aisha e Mikoto affrontano l'ultimo fratello Gulliver rimasto in piedi, mentre Hogni assiste Anya nella lotta contro Allen. Estia va a trovare Lili, che le ordina di portare Haruhime sul luogo dell'incontro con Ottar, in modo che possa aiutarlo con il suo aumento di livello e Estia possa aggiornare le statistiche di Bell. Bell, Ryu e Mia vengono presto raggiunti da Hedin nella lotta contro Ottar e, grazie alle capacità di coordinamento di Hedin, i quattro riescono a sopraffare Ottar fino a colpirlo direttamente. Nel frattempo, Anya si confronta con Allen sui suoi sentimenti verso di lei e Hogni deduce che, nonostante le sue affermazioni di odio, lui l'ha semplicemente evitata e ha convinto Freya a cacciarla dalla Famiglia per proteggerla. Allen ammette che il motivo per cui si è dedicato così tanto alla dea è che ha bisogno del suo potere per essere abbastanza forte da sconfiggere il Drago Nero che ha devastato la loro casa, anche se per farlo deve ferire Anya; quindi attiva la sua magia, sconfiggendola all'istante. La squadra di Bell riesce apparentemente a sconfiggere Ottar, ma lui attiva il suo asso nella manica, la "bestificazione", dandogli la forza di metterli tutti al tappeto. Mentre si rialzano, Ottar li critica per essere andati contro l'amore della dea, mentre Hedin lo rimprovera per aver ostacolato la sua felicità, mentre i quattro rimangono fermi sulla loro posizione di sconfiggerlo. |                  |          |
| 74       | 15 | Syr (Primo amore) 「シル」 - Shiru | 5 marzo 2025     | -        |
| 74       | 15 | Estia e Haruhime arrivano sul campo di battaglia: quest'ultima usa la sua magia per aumentare il livello di Ryu, Mia e Hedin, mentre Estia aggiorna le statistiche di Bell. Una volta fatto, Haurhime usa le ultime forze per dare un aumento di livello a Bell, che si unisce ai tre nell'assalto a Ottar. Nonostante la squadra sia composta da tre livelli 7 e un livello 6, il potere di Ottar, al limite del livello 8, è ancora sufficiente per mantenere il sopravvento, prosciugando la loro resistenza. Hedin subisce un colpo quasi fatale da Ottar, ma usa la sua forza residua per dare a Bell un'altra significativa spinta in agilità, affidandogli la salvezza di Syr. Con l'aiuto di Mia e Ryu, Bell spinge Ottar al limite e riesce a scatenare un Firebolt potenziato dall'abilità Argonauta, indebolendolo notevolmente. Nonostante sia ancora in grado di combattere, Ottar si ritira, affidando a Bell il compito di salvare la dea. Con Allen che si dirige velocemente verso di lui per fermarlo, Bell si lancia in una folle corsa verso la torre di Freya. Prima che Allen e le guardie della Famiglia Freya possano attaccare, Welf usa la sua spada magica per eliminare Allen. Bell affronta Freya, che crolla, professando inutilmente il suo amore per lui e implorandolo di diventare suo, ma lui la respinge ancora una volta e le taglia il fiore, concludendo il War game. Tempo dopo, Freya si lamenta presso la Padrona della Fertilità dello scioglimento della sua Famiglia e dei suoi sentimenti confusi riguardo al suo amore. Prima che possa andarsene, viene fermata da Bell, Ryu e dalle cameriere del locale e, dopo essersi trasformata in Syr, Ryu la rimprovera di assumersi la responsabilità delle sue azioni rimanendo con loro. Bell le dice che, pur non potendo essere il suo Odr, può almeno essere il suo cavaliere e Syr scoppia in lacrime confessando di voler smettere di essere una dea e di voler essere solo la ragazza con tutti loro. I capitani della Famiglia Freya osservano dai tetti, con Hedin che approva, mentre Horn ringrazia Bell per averle salvate entrambe. |                  |          |

## Home video

### Giappone
La prima stagione è stata pubblicata in DVD e Blu-ray dal 24 giugno al 18 dicembre 2015. Un OAV è uscito il 7 dicembre 2016.
| Volume | Episodi | Data di pubblicazione |
| ------ | ------- | --------------------- |
| 1      | 1–2     | 24 giugno 2015        |
| 2      | 3–4     | 29 luglio 2015        |
| 3      | 5–6     | 26 agosto 2015        |
| 4      | 7–8     | 30 settembre 2015     |
| 5      | 9–10    | 28 ottobre 2015       |
| 6      | 11–12   | 25 novembre 2015      |
| 7      | 13      | 18 dicembre 2015      |
| 8      | OAV     | 7 dicembre 2016       |

La seconda stagione è stata pubblicata in DVD e Blu-ray dal 25 settembre al 18 dicembre 2019. Un OAV è uscito il 29 gennaio 2020.
| Volume | Episodi | Data di pubblicazione |
| ------ | ------- | --------------------- |
| 1      | 1-3     | 25 settembre 2019     |
| 2      | 4-6     | 30 ottobre 2019       |
| 3      | 7-9     | 27 novembre 2019      |
| 4      | 9-12    | 18 dicembre 2019      |
| 5      | OAV     | 29 gennaio 2020       |

La terza stagione è stata pubblicata in DVD e Blu-ray dal 23 dicembre 2020 al 26 marzo 2021. Un OAV è uscito il 28 aprile 2021.
| Volume | Episodi | Data di pubblicazione |
| ------ | ------- | --------------------- |
| 1      | 1-3     | 23 dicembre 2020      |
| 2      | 4-6     | 29 gennaio 2021       |
| 3      | 7-9     | 26 febbraio 2021      |
| 4      | 10-12   | 26 marzo 2021         |
| 5      | OAV     | 28 aprile 2021        |

La quarta stagione è stata pubblicata in DVD e Blu-ray dal 21 dicembre 2022 al 31 maggio 2023.
| Volume | Episodi | Data di pubblicazione |
| ------ | ------- | --------------------- |
| 1      | 1-5     | 21 dicembre 2022      |
| 2      | 6-11    | 27 gennaio 2023       |
| 3      | 12-16   | 26 aprile 2023        |
| 4      | 17-22   | 31 maggio 2023        |

La quinta stagione è stata pubblicata in DVD e Blu-ray dal 29 gennaio al 30 aprile 2025.
| Volume | Episodi | Data di pubblicazione |
| ------ | ------- | --------------------- |
| 1      | 1-9     | 29 gennaio 2025       |
| 2      | 10-15   | 30 aprile 2025        |